# Carl Ernstig
Carl Ernstig, född 2 april 1997 i Gislaved, är en svensk professionell ishockeyspelare som spelar för IF Troja-Ljungby i Hockeyallsvenskan. Hans moderklubb är Gislaveds SK.

## Meriter (i urval)
- 2017 — SM-silver med Växjö Lakers HC J20 i J20 Superelit